# Панайот Сантурджиев
Панайот Христов Сантурджиев е български офицер, генерал-майор от пехотата, командир на 1-ва бригада от 7-а пехотна рилска дивизия през Първата световна война (1915 – 1918).

## Биография
Панайот Сантурджиев е роден на 28 май 1868 г. в Горна Оряховица. На 4 септември 1883 г. постъпва във Военното на Негово Княжеско Височество училище и завършва 27 април 1887 г., произведен в е чин подпоручик и зачислен в 1-ви конен полк.

### Сръбско-българска война (1885)
По време на Сръбско-българската война (1885) участва като доброволец в 1-ви пехотен софийски полк, с който се сражава в Боевете за Пирот (14 – 15 ноември).
След войната, през 1886 г. взема участие в детронацията на княз Александър I Батенберг. Служи в 4-и конен полк. На 18 май 1890 г. е произведен в чин поручик, а на 2 август 1894 г. чин капитан. През 1900 г. е командир на рота от 16-и ловчански полк. По-късно, през 1904 г. става командир на дружина от същия полк и на 18 май 1905 е произведен в чин майор. През 1909 г. заема длъжността командир на дружина от 1-ви софийски полк, а през 1911 г. е началник на 1-во полково военно окръжие. На 1 януари 1911 г. е произведен в чин подполковник.

### Балкански войни (1912 – 1913)
През Балканската война (1912 – 1913) е командир на 1-ва дружина от 38-и пехотен одрински полк, а след това в периода от 26 май 1914 до 10 септември 1915 г. командва 13-и пехотен рилски полк, като на 18 май 1914 е произведен в чин полковник.

### Първа световна война (1915 – 1918)
През Първата световна война (1915 – 1918) е командир на 2-ра бригада от 7-а пехотна рилска дивизия. По-късно е назначен за началник на 6-а пехотна бдинска дивизия.
Na 27 юли 1919 г. е произведен в чин генерал-майор, а на 27 октомври с.г. е уволнен от служба. През 1952 г. е обявен за почетен гражданин на София. Председател е на доброволческата организация „Сливница“.
Генерал-майор Панайот Сантурджиев умира на 15 август 1962 г. в София.

## Военни звания
- Подпоручик (27 април 1887)
- Поручик (18 май 1890)
- Капитан (2 август 1894)
- Майор (18 май 1905)
- Подполковник (1911)
- Полковник (18 май 1914)
- Генерал-майор (27 юли 1919)

## Награди
- Военен орден „За храброст“ IV степен, 2 клас
- Военен орден „За храброст“ III степен
- Орден „Св. Александър“ IV степен с мечове по средата
- Народен орден „За военна заслуга“ III степен с военни отличия, V степен на обикновена лента
- Орден „За заслуга“ на обикновена лента